# Équipe cycliste Polti VisitMalta
Pour les articles homonymes, voir Polti.
Ne pas confondre avec l'Équipe cycliste Polti.
L'équipe cycliste Polti VisitMalta (officiellement Team Polti VisitMalta) est une équipe cycliste italienne, qui court avec une licence d'UCI ProTeam. Créée en 2018 avec une licence espagnole, elle participe aux circuits continentaux de cyclisme et en particulier l'UCI Europe Tour.

## Histoire

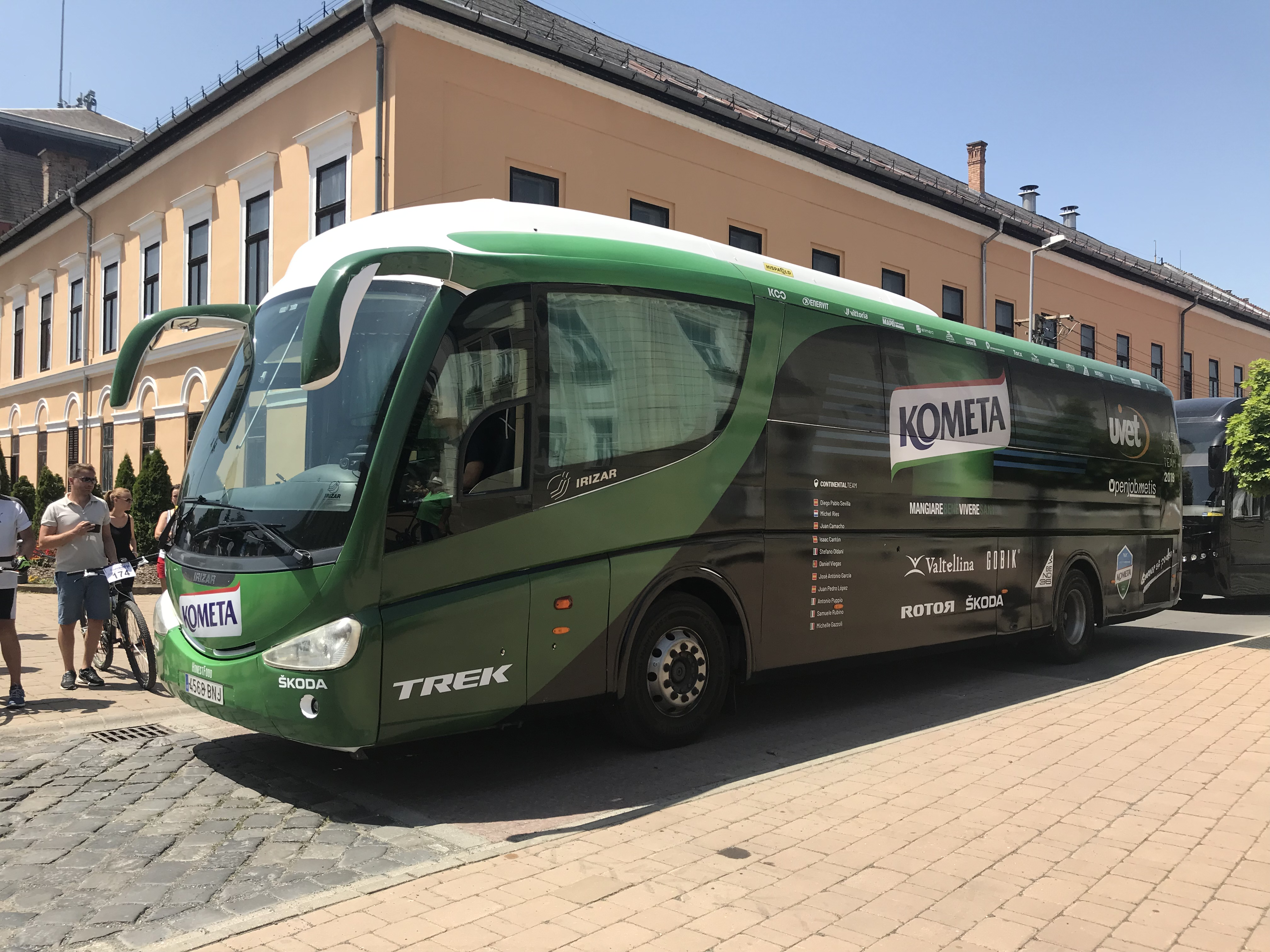
Le bus de l'équipe lors du Tour de Hongrie 2019.

Lancée en 2018, l'équipe Polartec-Kometa fait partie de la Fondation Alberto Contador, créée en 2013 et qui comprend des équipes juniors et espoirs, ainsi que l'école cycliste Plaza Eboli, basée à Pinto. Les sponsors Polartec et Kometa sont engagés pour trois ans, soit jusqu'à fin 2020. L'équipe est dirigée par deux amis et anciens coéquipiers, Alberto Contador, Ivan Basso, manager, et Jesús Hernández, directeur sportif. Son effectif comprend onze coureurs. Elle est associée à l'équipe World Tour Trek-Segafredo en tant qu'équipe formatrice.
La première victoire de l'équipe est obtenue au sprint par Matteo Moschetti lors du Tour d'Antalya, en Turquie, en février 2018.
Le 22 mai 2021, Lorenzo Fortunato remporte la  14ème étape du Tour d'Italie dont l'arrivée était jugée au sommet du Zoncolan

## Principales victoires

### Courses d'un jour
- Grand Prix International de Rhodes : 2018 (Matteo Moschetti)
- Grand Prix de Valence : 2022 (Giovanni Lonardi)

### Courses par étapes
- Adriatica Ionica Race : 2021 (Lorenzo Fortunato)
- Tour des Asturies : 2023 (Lorenzo Fortunato)
- Tour d'Antalya : 2024 (Davide Piganzoli)

### Championnats nationaux
- Championnats de Hongrie sur route : 2
  - Contre-la-montre : 2021 et 2022 (Erik Fetter)

## Bilan sur les grands tours
Le Tour d'Italie 2021 est le premier grand tour auquel participe l'équipe.
- Tour d'Italie
  - 3 participations (2021, 2022, 2023)
  - 2 victoires d'étapes :
    - 1 en 2021 : Lorenzo Fortunato
    - 1 en 2023 : Davide Bais

## Classements UCI
L'équipe participe aux circuits continentaux et principalement à des épreuves de l'UCI Europe Tour. Les tableaux ci-dessous présentent les classements de l'équipe sur les différents circuits, ainsi que son meilleur coureur au classement individuel.
UCI America Tour
| UCI America Tour | UCI America Tour       | UCI America Tour                          | UCI America Tour |
| Année            | Classement par équipes | Meilleur coureur au classement individuel |                  |
| ---------------- | ---------------------- | ----------------------------------------- | ---------------- |
| 2018             | 40e                    | Michel Ries (359e)                        |                  |
| 2024             | -                      | Jhonatan Restrepo (65e)                   |                  |
|                  |                        |                                           |                  |
| Source : UCI     |                        |                                           |                  |

UCI Europe Tour
| UCI Europe Tour | UCI Europe Tour        | UCI Europe Tour                           | UCI Europe Tour |
| Année           | Classement par équipes | Meilleur coureur au classement individuel |                 |
| --------------- | ---------------------- | ----------------------------------------- | --------------- |
| 2018            | 63e                    | Matteo Moschetti (230e)                   |                 |
| 2019            | 57e                    | Márton Dina (448e)                        |                 |
| 2020            | 46e                    | Alessandro Fancellu (427e)                |                 |
| 2021            | 17e                    | Lorenzo Fortunato (137e)                  |                 |
| 2022            | 11e                    | Vincenzo Albanese (103e)                  |                 |
| 2023            | 8e                     | -                                         |                 |
| 2024            | -                      | Davide Piganzoli (131e)                   |                 |
|                 |                        |                                           |                 |
| Source : UCI    |                        |                                           |                 |

L'équipe est également classée au Classement mondial UCI qui prend en compte toutes les épreuves UCI et concerne toutes les équipes UCI.
| Classement mondial | Classement mondial     | Classement mondial                        | Classement mondial |
| Année              | Classement par équipes | Meilleur coureur au classement individuel |                    |
| ------------------ | ---------------------- | ----------------------------------------- | ------------------ |
| 2018               | -                      | Matteo Moschetti (408e)                   |                    |
| 2019               | 98e                    | Márton Dina (593e)                        |                    |
| 2020               | 76e                    | Alessandro Fancellu (520e)                |                    |
| 2021               | 36e                    | Lorenzo Fortunato (160e)                  |                    |
| 2022               | 30e                    | Vincenzo Albanese (125e)                  |                    |
| 2023               | 27e                    | Vincenzo Albanese (125e)                  |                    |
| 2024               | 29e                    | Davide Piganzoli (161e)                   |                    |
|                    |                        |                                           |                    |
| Source : UCI       |                        |                                           |                    |

## Team Polti VisitMalta en 2025
Effectif
| Effectif 2025            | Effectif 2025     | Effectif 2025 | Effectif 2025                              |
| Cycliste                 | Date de naissance | Pays          | Équipe précédente                          |
| ------------------------ | ----------------- | ------------- | ------------------------------------------ |
| Davide Bais              | 2 avril 1998      | Italie        | Cycling Team Friuli ASD (2020)             |
| Mattia Bais              | 19 octobre 1996   | Italie        | Drone Hopper-Androni Giocattoli (2022)     |
| Aidan Buttigieg          | 18 juillet 1997   | Malte         | St George Continental Cycling Team (2024)  |
| Ludovico Crescioli       | 20 octobre 2003   | Italie        | Team Technipes #inEmiliaRomagna (2024)     |
| Davide De Cassan         | 4 janvier 2002    | Italie        | Cycling Team Friuli ASD (2023)             |
| Pablo García Francés     | 16 janvier 2001   | Espagne       | Polti Kometa U23 (2024)                    |
| Germán Darío Gómez       | 8 mars 2001       | Colombie      | GW Shimano-Sidermec (2023)                 |
| Giovanni Lonardi         | 9 novembre 1996   | Italie        | Bardiani CSF Faizanè (2021)                |
| Mirco Maestri            | 26 octobre 1991   | Italie        | Bardiani CSF Faizanè (2021)                |
| Álex Martín              | 25 janvier 2000   | Espagne       | Kometa U23 (2021)                          |
| Francisco Muñoz Llana    | 24 juin 2001      | Espagne       | EOLO-Kometa U23 (2023)                     |
| Manuel Peñalver          | 10 décembre 1998  | Espagne       | Burgos-BH (2023)                           |
| Andrea Pietrobon         | 11 mars 1999      | Italie        | EOLO-Kometa U23 (2022)                     |
| Davide Piganzoli         | 8 juillet 2002    | Italie        | EOLO-Kometa U23 (2022)                     |
| Gabriele Raccagni        | 5 février 2003    | Italie        | Polti Kometa U23 (2024)                    |
| Javier Serrano           | 17 avril 2001     | Espagne       | EOLO-Kometa U23 (2022)                     |
| Diego Pablo Sevilla      | 4 mars 1996       | Espagne       | Polartec-Fundación Alberto Contador (2017) |
| Fernando Tercero         | 28 décembre 2001  | Espagne       | EOLO-Kometa U23 (2022)                     |
| Alessandro Tonelli       | 29 mai 1992       | Italie        | VF Group-Bardiani CSF-Faizanè (2024)       |
| Samuele Zoccarato        | 9 janvier 1998    | Italie        | VF Group-Bardiani CSF-Faizanè (2024)       |
|                          |                   |               |                                            |
| Source : ProCyclingStats |                   |               |                                            |

Victoires
| Victoires | Victoires | Victoires | Victoires | Victoires | Victoires |
| Date      | Course    | Pays      | Classe    | Vainqueur |           |
| --------- | --------- | --------- | --------- | --------- | --------- |